# EPUB
El format EPUB (acrònim en anglès de electronic publication -publicació electrònica-) és un estàndard obert de llibre electrònic. Els fitxers d'aquest tipus tenen l'extensió .epub i permeten contenir text i imatges en un format que s'adapta a les pantalles dels lectors (permetent també canviar la lletra, la grandària, etc.) per tal de facilitar-ne la seva lectura. Això en fa la lectura més còmode, i semblant a la d'un llibre corrent respecte a altres formats com el .pdf.
El format EPUB serveix per a la distribució i intercanvi d'arxius. Funciona tot representant, amb una estructura adaptable, contingut propi d'una web tal com codi HTML5, CSS, SVG, imatges ràster agrupades en un sol fitxer.

## Història
Aquest format és promocionat per l'International Digital Publishing Forum (IDPF) com a successor de l'anterior estàndard Open eBook. L'EPUB va esdevenir l'estàndard oficial de l'IDPF el setembre de 2007.